# Rita Hayworth
Rita Hayworth (Født Margarita Carmen Cansino) (17. oktober 1918 – 14. maj 1987), var en amerikansk filmskuespillerinde. Hun blev lanceret med rød hårfarve i vamproller, og med film som Pinup-pigen og især Gilda blev hun Hollywoods førende sexsymbol i 1940'erne.

## Film
- The Strawberry Blonde (1941)
- Pinup-pigen (1944)
- Gilda (1946)
- Kvinden fra Shanghai (1948)
- Pal Joey (1957)